# درج الكولوم

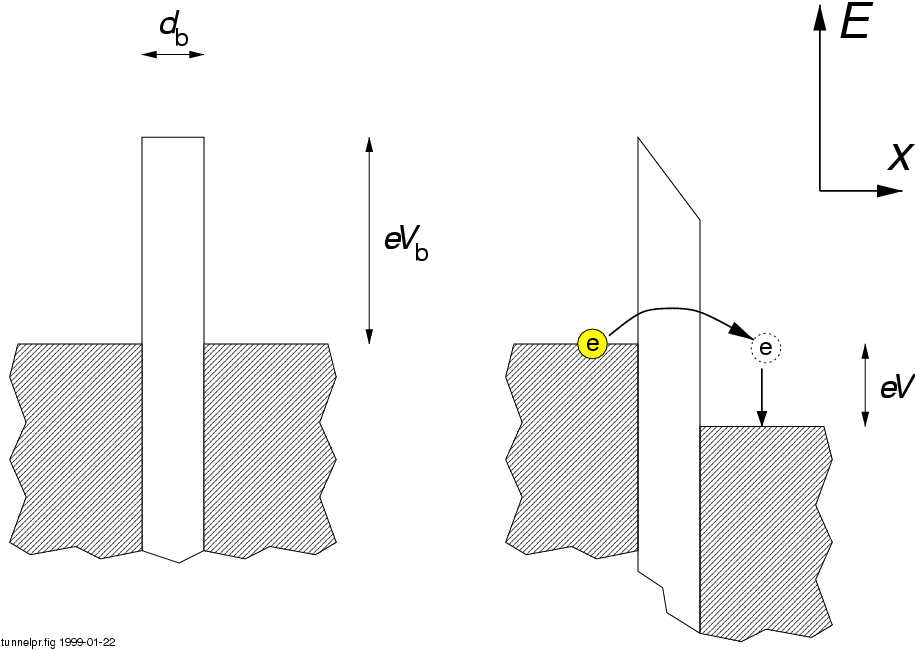

درج الكولومأو الترانزيستور أحادي الإلكترون (بالإنجليزية: Single electron transistor)‏ هو عبارة عن درج له نفس خاصية الجهد الجاري ناتج عن تأثيرات درج الكولوم.

## الفولت
فولت ويرمز له بالحرف اللاتيني (V)، هي الوحدة المستعملة لقياس القوة الكهربائية المحركة أو فرق الجهد (أو التوتر) الكهربائي. تم تسميتها على اسم العالم الإيطالي ألكسندر فولتا، مخترع البطارية الكهربائية عام 1800 م.
يتم تعريفها على أنها فرق الجهد الكهربائي بين نقطتين في دائرة كهربائية يعبرها تيار مستمر ثابت مقداره 1 أمبير، عندما تتبدد قدرة مقدرها 1 واط بين هاتين النقطتين.
حسب قانون أوم, 1 فولت = 1أمبير * 1أوم.